# Friedrich Gotthelf Baumgärtner
Adam Friedrich Gotthelf Baumgärtner (* 15. September 1759 in Schneeberg; † 29. November 1843 in Leipzig) war ein deutscher Jurist, Buchhändler, Verleger und Schriftsteller.

## Leben
Baumgärtner studierte an der Universität Leipzig Rechtswissenschaften und arbeitete anschließend als Advokat. Im Jahre 1792 eröffnete er in Leipzig eine eigene Verlagsbuchhandlung (Baumgärtnersche Buchhandlung), in der vor allem illustrierte Bücher erschienen, sowie 1797 den Buch- und Spielkartenverlag „Industrie-Comptoir“. Er war der Begründer der Allgemeinen Moden-Zeitung und gab mehrere Zeitschriften heraus, darunter von 1805 bis 1810 als Mitherausgeber das Magazin zur Beförderung der Industrie und von 1811 bis 1815 das Magazin aller neuen Erfindungen. 1816 wurde er zum preußischen Generalkonsul im Königreich Sachsen ernannt, 1820 zum preußischen geheimen Hofrat.

## Entwicklung des Verlages Baumgärtner & Industrie-Comptoir ab 1825

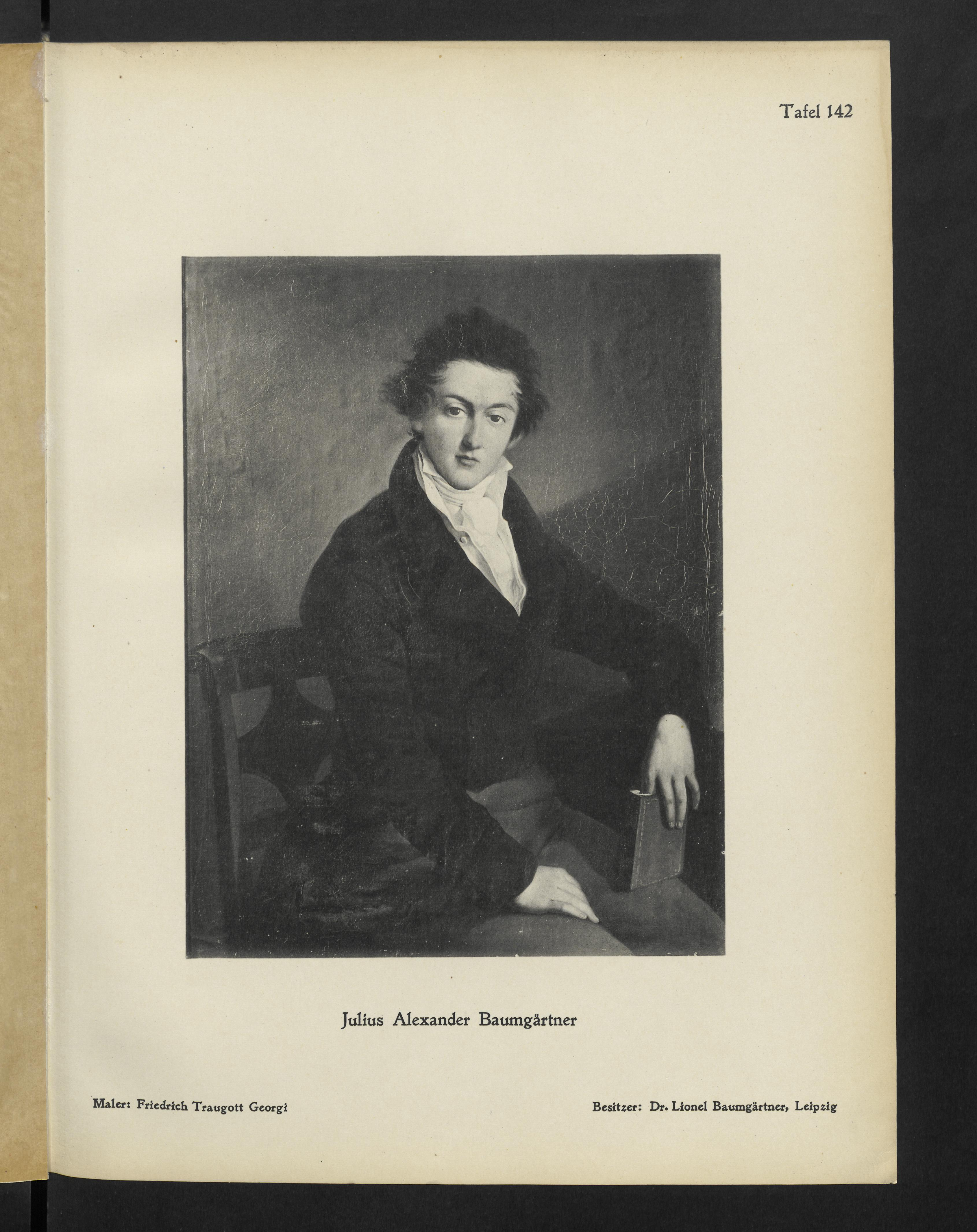
Julius Alexander Baumgärtner (1797–1855), ab November 1825 Inhaber der Verlage Baumgärtnersche Buchhandlung, Industrie-Comptoir Leipzig

Zum 15. November 1825 übergab er die Leitung der Verlage an seinen Sohn Julius Alexander Baumgärtner (13.8.1797 – 9.8.1855). Julius Alexander Baumgärtner weitete im Zuge der Übernahme der Geschäfte die Prokura des langjährigen Mitarbeiters und Prokuristen der Baumgärtnerschen Buchhandlung Friedrich Etler auf alle anderen Subunternehmen - Industrie-Comptoir Leipzig, Spielkartenfabrik des Industrie-Comptoirs sowie die eigenständige Spielkartenfabrik Baumgärtners in Berlin - aus. Julius Alexander wurde für die Erfindung der Hochdruck-Lithographie bekannt. Nach dessen Tod 1855 führte Julius Alexander Baumgärtners Witwe mit Unterstützung des Prokuristen Friedrich Etler gut 20 Jahre das Unternehmen weiter. Ab 1876 übernahm der älteste Sohn Julius Alexanders, Alphons Baumgärtner (1848–1925), das gesamte Geschäft und richtete den Verlag neu aus in Richtung eines Fachverlages für Architektur und – zu einem kleineren Teil – Kunst.

## Werke
- Reise durch einen Theil Spaniens nebst der Geschichte des Grafen S. Baumgärtner, Leipzig 1793. (gdz.sub.uni-goettingen.de, Digitalisat)
- Lebensbeschreibung des Heiligen Römischen Reichs Grafen Friedrich Ludwig von Solms. zu Tecklenburg. Baumgärtner, Leipzig 1795. (digitale-sammlungen.de, Digitalisat)
- als Mitverfasser: Reise nach Sicilien und Athen, den Inseln des Archipelagus, Smyrna, Konstantinopel und den Küsten von Afrika. Mit Kupfern. Von Bernhard von Reith, Adam Friedrich Gotthelf Baumgärtner und Friedrich Calau. Baumgärtner, Leipzig 1793.
- Gustav Adolph, König der Schweden, als Freund und Liebender. In der Manier des Meißnerischen Alcibiades dargestellt. Baumgärtner, Leipzig 1801. (sammlungen.ub.uni-frankfurt.de, Digitalisat)
- Ideen über die Bildung eines freien germanischen Staaten-Bundes nebst einem Anhang über einen ähnlichen italischen Bund. Baumgärtner, Leipzig 1814. (digitale-sammlungen.de, Digitalisat)
- Neue Gartenbaukunst, oder Sammlung neuer Ideen zur Verzierung der Gärten und Parks. Baumgärtner, Leipzig 1818.